# Gámbita
Gámbita  es un municipio del departamento de Santander, Colombia, forma parte de la provincia Comunera. El municipio posee una superficie territorial de 606,1 km² y está conformada por su cabecera municipal correspondiente al área urbana, 20 veredas y el centro poblado: La Palma.

## Símbolos

### Escudo
- Blanco: Representa la paz y tranquilidad que se puede disfrutar en el municipio.
- Azul: Representa a riqueza hídrica con la que cuenta el municipio.
- Verde: Resalta el gran potencial de flora y fauna del área rural.

#### Símbolos
Teclado notas y pentagrama: Pretende inmortalizar el gran legado musical dejado por nuestro ilustre compositor Luis Antonio Calvo, y el gran potencial de artistas musicales con que cuenta el municipio de Gámbita Santander.
Caña de Azúcar y sus derivados: resalta la principal actividad de la población Gambitera, convirtiéndose esta en la base primordial de su economía.
Bovino y Equino: Representan el sector pecuario; el bovino como parte de la economía de la región y el equino como medio de transporte representativo del campesino Gambitero, pues lo acompaña en sus labores diarias.
Cascada: Representa el invaluable patrimonio hídrico y turístico, que tiene por explotar turísticamente.

### Bandera
- Verde: representa el la flora que rodea el municipio de Gámbita.
- Azul: el municipio de Gámbita goza de agua en abundancia.
- Blanco: representa el valor más importante para Gámbita la paz y la tranquilidad.

### Himno
- Autor: José Israel Torres Ardila

Letra:
Eres la Reina y Señora
Frontera de Santander
Gámbita la Soñadora
Tan dulce como la miel.
Sus mujeres cual las flores
Perfuman a su vergel 
Y adornan con su don aire
A mi tierra Santander (Bis)
Y adornan con su don aire
A mi tierra Santander.
Eres la Reina y Señora
Frontera de Santander
Gámbita la Soñadora
Tan dulce como la miel.
Sus mujeres cual las flores
Perfuman a su vergel 
Y adornan con su don aire
A mi tierra Santander.
Y adornan con su don aire
A mi tierra Santander.

## Reseña histórica
Fecha de fundación: Aproximado 1580.
Nombre del/los fundador (es):Información perdida en el incendio del archivo a principios del siglo XVIII.
En la Región se consolidó la población indígena de los Guanes que pertenecía a la familia de los Muiscas, se distinguieron por ser muy belicosos con los conquistadores españoles en el lenguaje de los chibchas Gámbita significaba "El pueblo de las Flores" pues para los españoles su sonido era relacionado con una comida exquisita de crustáceos marinos, que ellos llaman "Gambas". La fecha de su fundación se perdió para siempre en las cenizas de los archivos cuando el incendio de principios de siglo XVIII, se supo sin embargo que debió ocurrir en 1760 y que fue elevado a la categoría de parroquia en 1780.
La tesis que planteaba que la fundación de Gámbita era en 1780, promovida por la publicación del "Compendio histórico de fechas" de A.C. Pérez 1968 y reproducido por Imprenta El Siglo en 1975, sin otro sustento que la tradición oral, fue científicamente desvirtuada por la obra del profesor, Oscar Monroy Rueda "la Encomienda en Colombia" en Sevilla España, donde se citan varios documentos con fechas anteriores a fundación de varias poblaciones en Colombia y la relación con poblaciones de las Provincias de Cáceres en Extremadura y de esta población con datos en fechas próximas a 1580 con base científica en el Archivo General de Indias,Sevilla (España) y Archivo de la Provincia de San Luis Beltrán, Convento de Santo Domingo, Santa Fe de Bogotá (Colombia). Caja 141 fls. 263-266. Donde se observa que ya existía antes de las fechas que se tenían.
En 1540 sobre exterminio de indígenas refiere "Hernán Pérez de Quesada envió sin perdida de tiempo a los Capitanes Céspedes y Zorro con 50 hombres que combinados con los de Galeano, pusieron termino a la insurrección de Saboyá y obligaron a desbaratarse a los súbditos de Tosquisoque" en otro aparte " De tiempo atrás proyectaba Hernán Pérez dirigirse en busca de "el Dorado" o tesoro del Dabaibe y dirijiose a las bodas del Aquimenzaque con la hija del Cacique de Gámeza a lo que se reunieron los Caciques de toda la región Gámeza, Boyacá, Turmequé,y todos los demás que a orden de reducirlos a prisión y pena de muerte por tramar sublevación fueron todos ejecutados al día siguiente sin compasión".
Un manuscrito de 1630 refiere a como "gentes de Cáceres en el Nuevo Mundo" emulan la "Orden de Santiago" en ayudas a la corona y de "la cofradía del Rosario de Gámbita" del Nuevo Reino de Granada", sobre "Indulgencias" y de los beneficios disfrutados por los "fieles Encomenderos" oriundos de Belvís de Monroy y la orden de Alcántara inscritos en "la cofradía del Rosario que son de dos clases intrínsecos y extrisecos" y el seguimiento de la orden papal "Pastoris aeternivices" del Papa Sixto IV de fecha 30 de mayo de 1478. Bullariun Ordinis Fractrum Praedicatorum:Ibid.
Un manuscrito de fecha 1721, refiere a esta población por petición de "Fray José de la Barrera y mandato de su majestad el rey y el presidente de la Real Audiencia Don Gil de Cabrera tiene que destinar cien ducados para la fiesta patronal al andar la comunidad muy pobre".
Un manuscrito con fecha, Gámbita-1780 del padre Fray Agustín Gutiérrez con una cita a la población donde se refiere como el "lugar perdido del Quijote", que a bien se describe por "el fervor de sus fieles" y de la existencia allí de una lista de fieles muy antigua con el nombre "la Cofradía del Rosario" de orden Dominica y como en estas tierras se reúne el dinero y cancela las deudas de la Asociación Dominica en la Nueva Granada y además refiere de "la compra de la Hacienda más extensa de nombre "Gámbita" y la "Soaneca" a los herederos de parentescos en Extremadura, buenos creyentes que no la vendieron por menos de 3.600 pesos oro, que a bien tenían sus dueños herederos en buen provecho y exitosa aplicación de la encomienda, siguiendo las órdenes de su majestad" además se destaca que "sus dueños de Cáceres. habían construido la capilla del Rosario con un decorado de madera de talla, pintado y dorado y en la orden del medio la ymagen de Nuestra Señora digno de gloria y honor a destacar por el esfuerzo de sus fieles".
Documentos en referencia a los directores de la Asociación Dominica, el padre Fray Tomas Saravia, refiere la población de Gámbita y sus fieles en 1795 y de la "necesidad de conservar la población después de tantos aportes a la corona" y de "los trabajos del padre Fray Carlos Villalobos en 1690" que fue el religioso antecesor del padre y Arzobispo Fray Agustín Manuel Camacho en tiempos de 1750 a 1775. Es de recordar que en 1778 llegó a la región el visitador Francisco Antonio Moreno y Escandón, quien ordenó el traslado de los pocos indígenas Guanes que aún quedaban en el pueblo de Bucaramanga,estos fueron los últimos indígenas Guanes que "finalmente desaparecen extintos con la epidemia de lepra que se había iniciado ya en 1613 proveniente de la Guinea Ecuatorial", quedando solo algunos criollos en el caserío que hoy denominan "el Palmar" o el último pueblo de los "Guanes", sitio donde se construyó la nueva capilla retirado del lugar donde estaba construida la iglesia original y casona del encomendero de la Hacienda de Gámbita en proceso finalizado de restructuración a Real de Minas.

## Economía
La subregión se ubica en el corredor turístico y de desarrollo Andino con influencia sobre los circuitos ecológicos, turísticos, susceptible a especializarse.
La producción de agroalimentos, la conservación de recursos hídricos y la biodiversidad. Además influye directamente con el corredor de desarrollo andino, específicamente del nudo de San Gil y Socorro, destacándose por la producción de Caña panelera, café, explotación avícola y ganadera con proyección a la agroindustrialización de lácteos.
Los productos que se reservan surten los mercados locales del área metropolitana de Bucaramanga y municipios aledaños del Departamento de Boyacá. La continua explotación agropecuaria de sus suelos, sin adecuadas tecnologías para su preservación han convertido a la subregión en un área en alto riesgo de degradación. La infraestructura vial entre los municipios de la subregión aún es incipiente (especialmente entre los municipios de Paipa-Gámbita, Arcabuco-Gámbita), lo cual ha permitido la conservación de áreas boscosas. Sin embargo, se necesitan mecanismos de tipo legal para evitar la caza de fauna y para la protección de los ecosistemas estratégicos, consolidando zonas de reserva ambiental a nivel local. La subregión se caracteriza por tener vocación agropecuaria y un potencial ecoturístico por dar a conocer y administrar en las zonas que se requiera, mediante la capacitación y oferta de paquetes históricos y ecoturísticos.

## Geografía
El casco urbano, o lo que hoy se conoce como el centro, fue establecido por la construcción de la primera Iglesia de la Hacienda de Gámbita, según documentos de 1700, cuando frailes dominicos compraron la Hacienda a herederos españoles que la tenían en encomienda. La plazuela principal,sitio donde se encuentra la sede administrativa del municipio, data 1923, fue el lugar donde se intercambiaban miel, azúcar y la sal traída desde el municipio de Villa de Leyva, por productos agrícolas con los indígenas chachaneguas (familia de los guanes); también se intercambiaba madera con el municipio de Paipa.
Los sitios naturales de especial belleza abundan en Gámbita por todas partes, por ejemplo, las cascadas Santa Fe, grueso chorro que salta más de 30 metros sobre arbustos y se pierde en la espesura de un bosque sometido a un invierno eterno; la de El Palmar, con 100 metros de caída; la cueva de El Chocó, con 15 metros de altura y 200 de profundidad cubierta de estalactitas; la de El Murciélago y la de Supatá, también sitios de especial belleza. Pero tal vez la más famosa es la que lleva el nombre de La Iglesia del diablo, cuyo interior de 20 metros de altura por 300 de profundidad, es un bello enredo de ramificaciones adornadas con numerosas fuentes de agua cristalina. Emergen sobre los contornos lejanos del rústico pueblo los cerros de Costillas de Fara, Buchones, Pan de Azúcar y Moscachoque, hacia el oriente. 
El municipio de Gámbita, se encuentra localizado al sur del departamento de Santander, en la Provincia Comunera.
Límites del municipio:
- Norte: con los municipios de Charalá y Suaita, con un acceso vial por Vado Real (Suaita).
- Sur: con los municipios de Sotaquirá, Cómbita y Arcabuco, Boyacá,con un acceso vial por Arcabuco.
- Este: con el corregimiento de Palermo, municipio de Paipa, Boyacá.
- Oeste: con los municipio de Chitaraque, Togüi, y Moniquirá, en Boyacá.

- Extensión total: 606.7 km²
- Extensión área urbana: 1,5 km²
- Extensión área rural: 605,1 km²

Altitud de la cabecera municipal (metros sobre el nivel del mar): 1915.
Temperatura media: 18 °C sobre los 1915 m s. n. m.
Distancia de referencia: 214 km de Bucaramanga.

## Geología y ecología

#### Recurso hídrico
la subregión está ubicada sobre las cuencas de los ríos Suárez, Tolotá, Huertas y Ubaza, posee aguas subterráneas y es potencialmente rico en recursos hídricos. 

#### Ecosistemas estratégicos
En la subregión se identifican ecosistemas de páramos, selvas andinas, alto andinas y ecosistemas de montaña, que tienen una función de regular los ciclos locales del agua. Además tiene una compleja diversidad biológica y una estructura endémica relevante.
Se conserva la estructura y composición de la vegetación de manera uniforme asociada a humedales en los municipios de Gámbita, Paipa, y Arcabuco.
Existe una zona con tendencia a la aridez que incluye solo el 25% de la subregión abarcando parte de los municipios de Socorro y Suaita. Por otra parte también existe una zona de reserva parque natural en el Municipio de Gámbita y límites con el municipio de Arcabuco.
La zona de páramos, circunscrita a las áreas en límites entre los departamentos de Santander y Boyacá, se caracteriza por pliegues anticlinales y sinclinales amplios, limitados por fallas inversas y de cabalgamiento de dirección NE y NO, con inclinación predominante hacia el oriente conformado por rocas sedimentarias serialmente plegadas, jurásicas y cretácicas. En la subregión se identifican zonas de explotación para caolín en los municipios de Suaita, Gámbita y Oiba.
Existen áreas con procesos de erosión moderada (erosión laminar y en surcos), fenómenos de remoción en masa lenta y flujos menores de carácter local en el municipio de Gámbita, parte de Suaita, Socorro y parte de Oiba. Un fragmento menor de los municipios de Suaita y Oiba presentan áreas reducidas con intensos procesos erosivos y de remoción en masa, donde ocurren localmente caídas de roca, surcos, cárcavas y áreas asociadas a planos de falla. 

#### Amenazas, vulnerabilidad y riesgos
Los municipios de Suaita, Oiba y Gámbita por su relieve de cordillera con predominio de corrientes torrenciales, producen fenómenos de socavamiento lateral de cauces, a diferencia de, por ejemplo, el municipio de El Socorro, que por su relieve suave dentro de una planicie es de baja susceptibilidad a fenómenos de inundación.

### Clima
| Parámetros climáticos promedio de Gámbita                                           | Parámetros climáticos promedio de Gámbita | Parámetros climáticos promedio de Gámbita | Parámetros climáticos promedio de Gámbita | Parámetros climáticos promedio de Gámbita | Parámetros climáticos promedio de Gámbita | Parámetros climáticos promedio de Gámbita | Parámetros climáticos promedio de Gámbita | Parámetros climáticos promedio de Gámbita | Parámetros climáticos promedio de Gámbita | Parámetros climáticos promedio de Gámbita | Parámetros climáticos promedio de Gámbita | Parámetros climáticos promedio de Gámbita | Parámetros climáticos promedio de Gámbita |
| Mes                                                                                 | Ene.                                      | Feb.                                      | Mar.                                      | Abr.                                      | May.                                      | Jun.                                      | Jul.                                      | Ago.                                      | Sep.                                      | Oct.                                      | Nov.                                      | Dic.                                      | Anual                                     |
| ----------------------------------------------------------------------------------- | ----------------------------------------- | ----------------------------------------- | ----------------------------------------- | ----------------------------------------- | ----------------------------------------- | ----------------------------------------- | ----------------------------------------- | ----------------------------------------- | ----------------------------------------- | ----------------------------------------- | ----------------------------------------- | ----------------------------------------- | ----------------------------------------- |
| Temp. máx. media (°C)                                                               | 23.4                                      | 23.4                                      | 24.4                                      | 23.2                                      | 23.1                                      | 23.1                                      | 23.2                                      | 23.3                                      | 23.3                                      | 23.0                                      | 23.0                                      | 22.9                                      | 23.3                                      |
| Temp. media (°C)                                                                    | 18.0                                      | 18.0                                      | 18.2                                      | 18.2                                      | 18.2                                      | 18.2                                      | 18.0                                      | 18.0                                      | 18.0                                      | 17.9                                      | 18.0                                      | 17.9                                      | 18.1                                      |
| Temp. mín. media (°C)                                                               | 12.4                                      | 12.5                                      | 12.8                                      | 13.1                                      | 13.1                                      | 12.8                                      | 12.2                                      | 12.2                                      | 12.4                                      | 12.7                                      | 13.0                                      | 12.6                                      | 12.7                                      |
| Precipitación total (mm)                                                            | 122                                       | 140                                       | 206                                       | 293                                       | 302                                       | 167                                       | 141                                       | 166                                       | 206                                       | 314                                       | 270                                       | 160                                       | 2487                                      |
| Días de precipitaciones (≥ 1 mm)                                                    | 15                                        | 16                                        | 22                                        | 24                                        | 25                                        | 19                                        | 17                                        | 18                                        | 20                                        | 24                                        | 24                                        | 18                                        | 242                                       |
| Humedad relativa (%)                                                                | 82                                        | 82                                        | 82                                        | 84                                        | 84                                        | 84                                        | 83                                        | 83                                        | 82                                        | 83                                        | 83                                        | 83                                        | 82.9                                      |
| Fuente: Instituto de Hidrología, Meteorología e Investigaciones Ambientales (IDEAM) |                                           |                                           |                                           |                                           |                                           |                                           |                                           |                                           |                                           |                                           |                                           |                                           |                                           |